# Estera (postać biblijna)

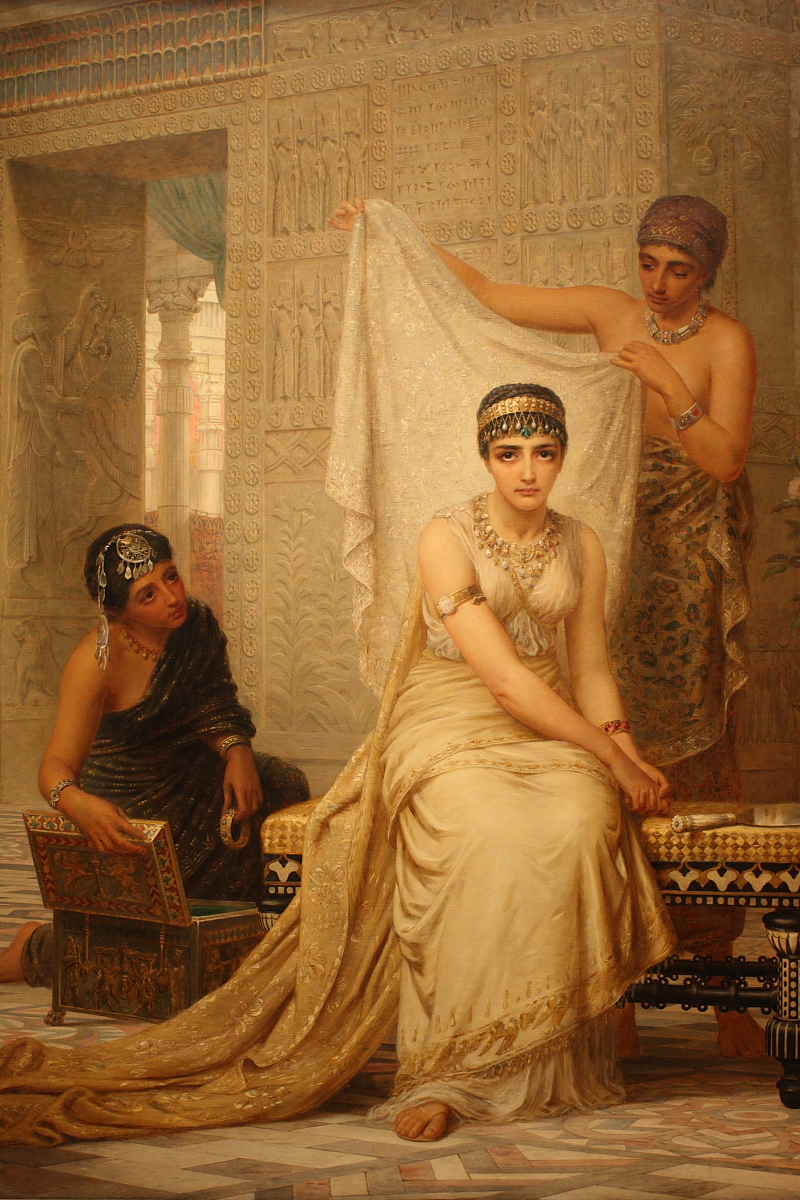
Królowa Estera (1878) – obraz Edwina Longa

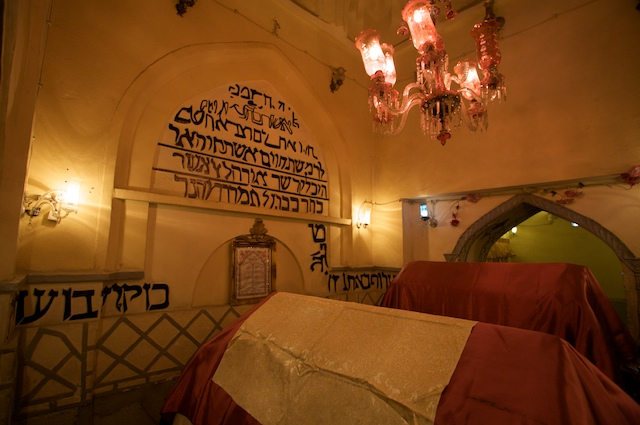
Wnętrze mauzoleum w irańskim Hamadan z domniemanymi grobami Estery i Mardocheusza

Estera (hebr. אֶסְתֵּר Ester) – postać biblijna, główna bohaterka Księgi Estery. Właściwe jej imię brzmiało Hadassa (hebr. mirt).
Według Biblii Estera była młodą Żydówką, która wychowywała się pod opieką swojego stryjecznego brata Mardocheusza. Mardocheusz sprawował wysokie stanowisko na dworze ówczesnego króla Persji Achaszwerosza (Aswerusa). Jej kariera rozpoczęła się w chwili, kiedy król rozgniewany na swoją dotychczasową małżonkę Waszti, oddalił ją od siebie. Za radą dworzan postanowił poszukać sobie nowej żony. Z jego rozkazu do siedziby w Suzie ściągnęły najpiękniejsze kobiety w królestwie. Wśród nich była Estera. To właśnie ona najbardziej spodobała się królowi i to ona została jego żoną i królową.
Jakiś czas później Mardocheusz popadł w konflikt z Hamanem, najwyższym urzędnikiem w Persji. Powodem konfliktu był fakt, że Mardocheusz odmówił złożenia mu pokłonu jak inni dostojnicy. Wówczas Haman, postanowił zemścić się nie tylko na Mardocheuszu, ale i na wszystkich Żydach zamieszkujących kraj. Udało mu się wymóc na królu dekret dający mu prawo do wymordowania całego narodu.
Estera chcąc ratować swój naród, zdecydowała się udać do męża i prosić o zmianę rozkazu. Było to dość ryzykowne, bowiem Achaszwerosz, jako władca porywczy mógł rozgniewać się za to, że przyszła do niego bez polecenia i skazać ją na śmierć. Jednak król przyjął ją łaskawie i obiecał wydać ucztę na jej cześć.
Na uczcie obecny był też Haman. Wtedy to Estera ujawniła, że przez intrygę tego człowieka jej naród musi zginąć. Rozgniewany król kazał powiesić Hamana. Mardocheusz zajął jego stanowisko.

## Estera w sztuce
Postać Estery i jej historia była wielokrotnie poruszana przez artystów m.in. przez Rembrandta w obrazach Ahaswer, Haman i Estera czy przez Jana Lievensa w Uczcie Estery.

### Filmy i seriale telewizyjne
- Estera i król (Ester and the King) – amerykańsko-włoski film z 1960 roku
- The Thirteenth Day: The Story of Esther – amerykański film z 1979 roku
- Estera – włosko-niemiecko-amerykański film z 1999 roku (wyk. Louise Lombard)
- Esther, the Girl Who Became Queen – amerykański film animowany z 2000 roku
- Jedna noc z królem – amerykański film z 2006 roku (wyk. Tiffany Dupont)
- Historia królowej Estery – brazylijski miniserial z 2010 roku (wyk. Daniela Camargo)
- The Book of Esther – amerykański film z 2013 roku